# Tryptyk Jerozolimski
Tryptyk Jerozolimski – ołtarz adoracyjny wykonany w pracowni gdańskiego złotnika-bursztynnika Mariusza Drapikowskiego w 2008.

## Historia i motywy powstania dzieła
Inicjatorami powstania Tryptyku Jerozolimskiego byli Piotr Ciołkiewicz i franciszkanin konwentualny o. Kazimierz Frankiewicz, związani z modlitewną Wspólnotą Królowej Pokoju w Radomiu. Początkowo miała powstać sama monstrancja, której używać miała wspólnota modlitewna założona przez o. Frankiewicza w Jerozolimie. Wierni gromadzili się na modlitwie w kościele przy IV. stacji Drogi Krzyżowej na Via Dolorosa w Jerozolimie w Izraelu. W fundację monstrancji zaangażował się polski paulin o. Albert Szustak, który polecił artystę z Gdańska Mariusza Drapikowskiego, znanego na Jasnej Górze twórcę bursztynowo-brylantowej szaty (sukienki) zawierzenia „Totus Tuus” dla obrazu Matki Bożej Częstochowskiej. Pierwsze szkice projektu zaprezentowano jerozolimskiemu egzarsze Ormian katolików Raphaelowi Minassianowi w kwietniu 2007. W drugiej połowie tego samego roku postanowiono, iż elementem nastawy ołtarzowej będą Wrota Niebiańskiego Jeruzalem – praca dyplomowa syna Mariusza Drapikowskiego Kamila. Tryptyk Jerozolimski został ukończony w sierpniu 2008. Zanim trafił do Jerozolimy prezentowano go w Gdańsku, Częstochowie, Łodzi, Altötting, Kolonii, Warszawie, Radomiu, w krakowskim Sanktuarium Miłosierdzia i w Rzymie, gdzie poświęcił go papież Benedykt XVI 28 stycznia 2009.
Instalacja ołtarza w Jerozolimie nastąpiła 25 marca 2009 w obecności patriarchy łacińskiego Jerozolimy Fouada Twala i delegata Konferencji Episkopatu Polski ds. emigracji bpa Zygmunta Zimowskiego.
3 marca 2016 ołtarz adoracyjny został zainstalowany w Grocie Mlecznej, sanktuarium maryjnym w Betlejem, administrowanym przez franciszkanów z Kustodii Ziemi Świętej.

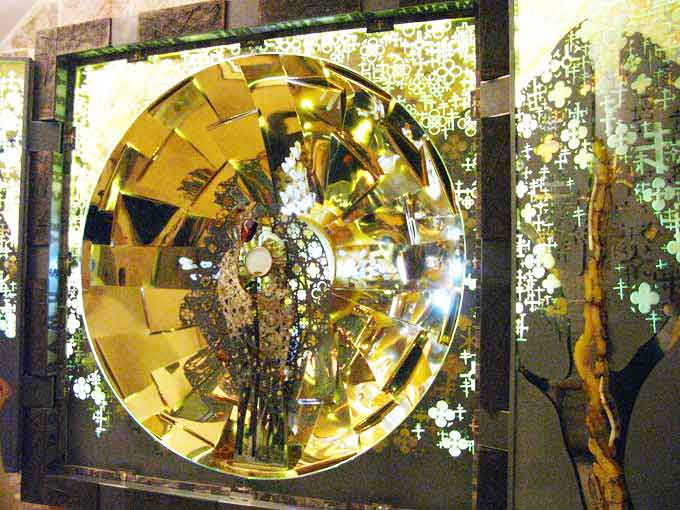
Wnętrze tryptyku, po otwarciu skrzydeł ołtarza

## Opis rzeźby i jej wymiar teologiczny
Dzieło Drapikowskich jest ołtarzem adoracyjnym, w którym wystawiany jest Najświętszy Sakrament, ale na którym nie sprawuje się Eucharystii – forma nastawy ołtarzowej bez mensy. Na zamkniętych skrzydłach tryptyku artyści przedstawili miasto Jerozolimę z centralnie usytuowaną postacią ukrzyżowanego Chrystusa. Wprawne oko może dopatrzyć się postaci Jana Pawła II odprawiającego mszę. Ta część ołtarza, stanowiąca pracę dyplomową Kamila Drapikowskiego Wrota Niebiańskiego Jeruzalem, jest odniesieniem do biblijnego tematu zaczerpniętego z Apokalipsy św. Jana. Jak podają sami autorzy tryptyku, decydujący wpływ na powstanie dzieła wywarła egzegeza tekstów nowotestamentalnych kard. Joachima Meisnera.
W wewnętrznej części ołtarza przedstawione zostało Niebiańskie Jeruzalem. Artyści przedstawili w sposób symboliczny jego mury, bramy, dziedziniec, Apokaliptycznego Baranka, rzekę wody życia, drzewa chrześcijaństwa. Dostawiana monstrancja to postać Madonny trzymającej w swych rękach Chrystusa Eucharystycznego – dużą Hostię. Dzieło nawiązuje do sztuki gotyku.